# 東岸板道

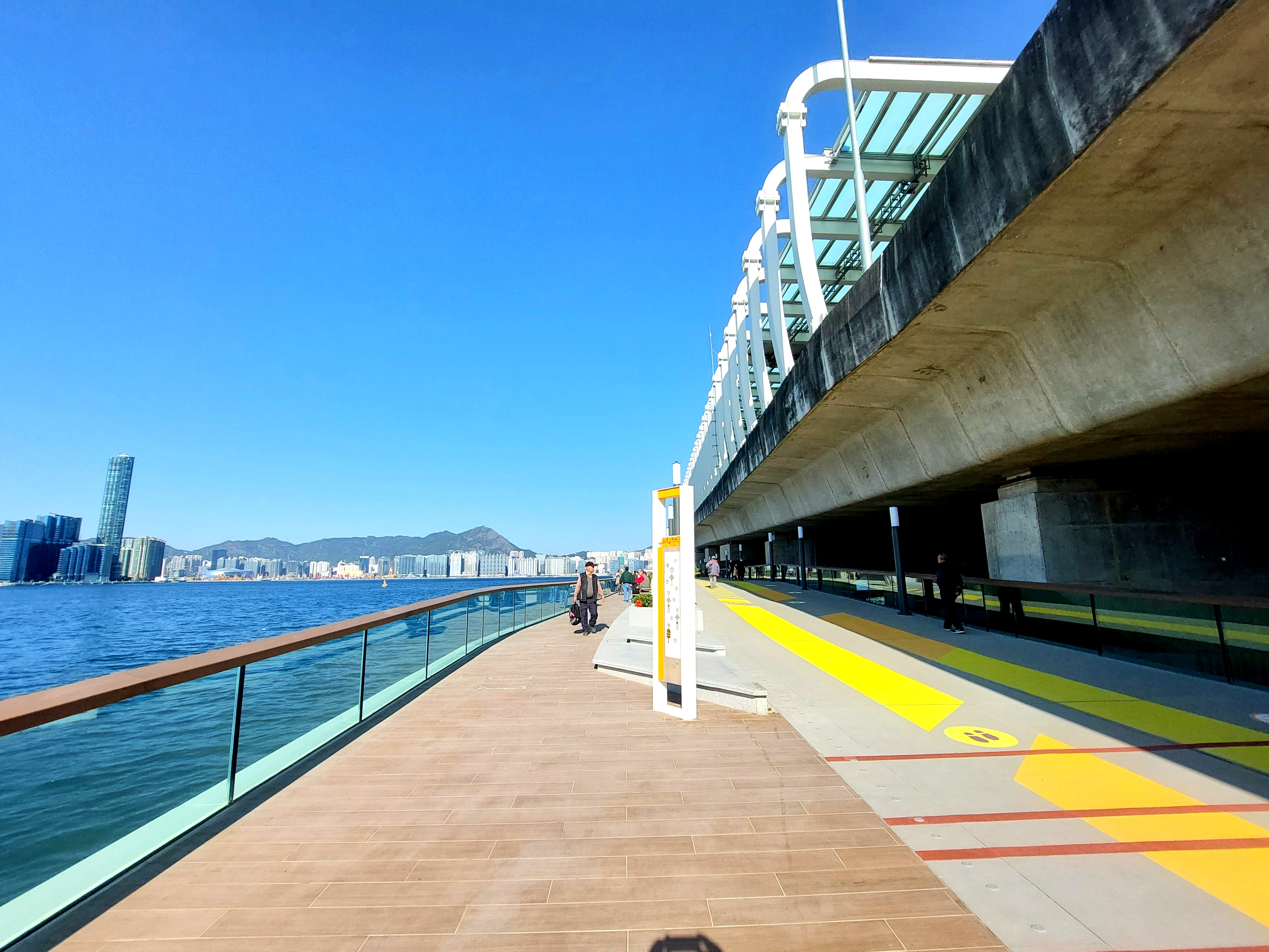
東岸板道炮台山入口

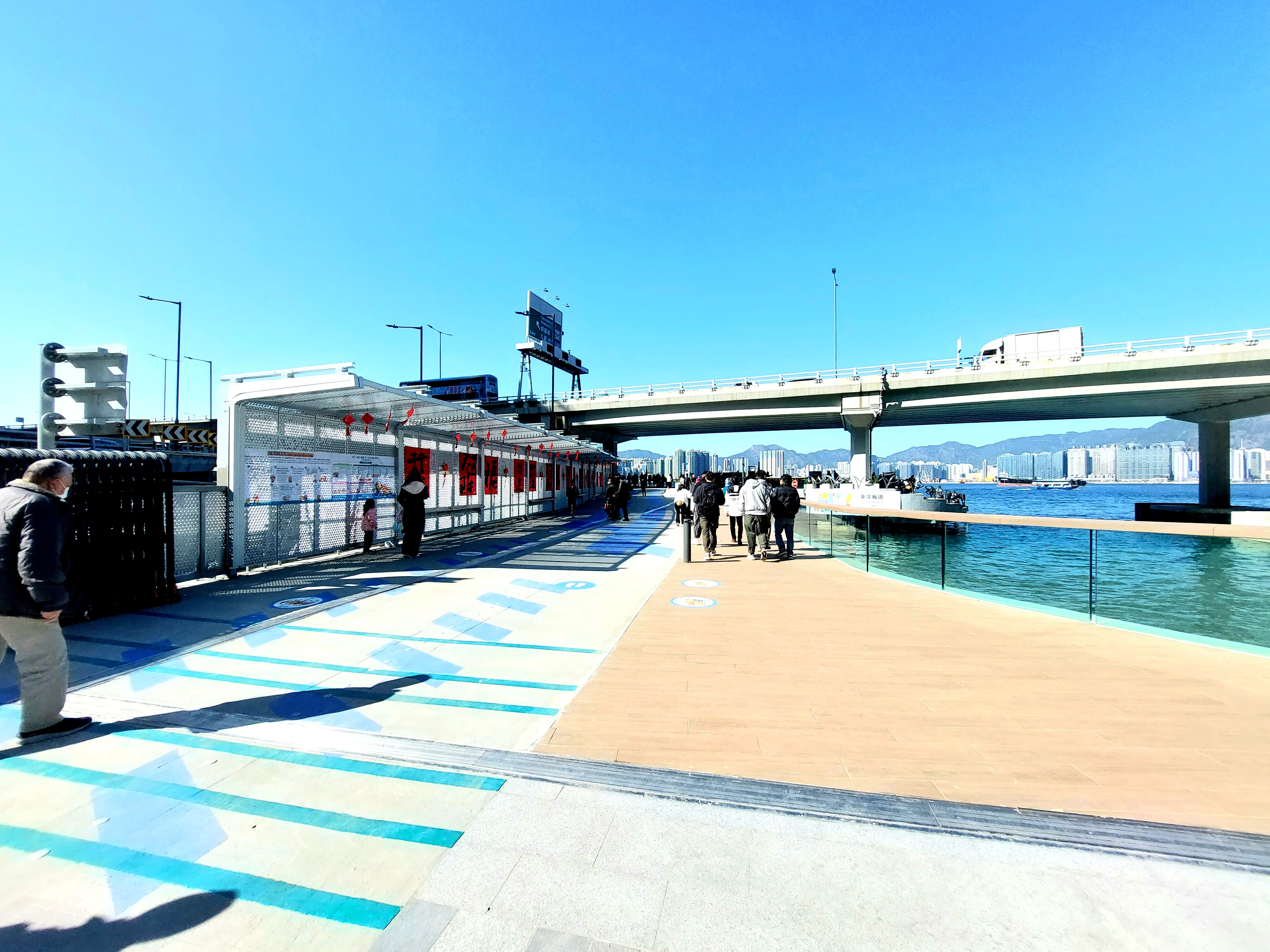
北角入口

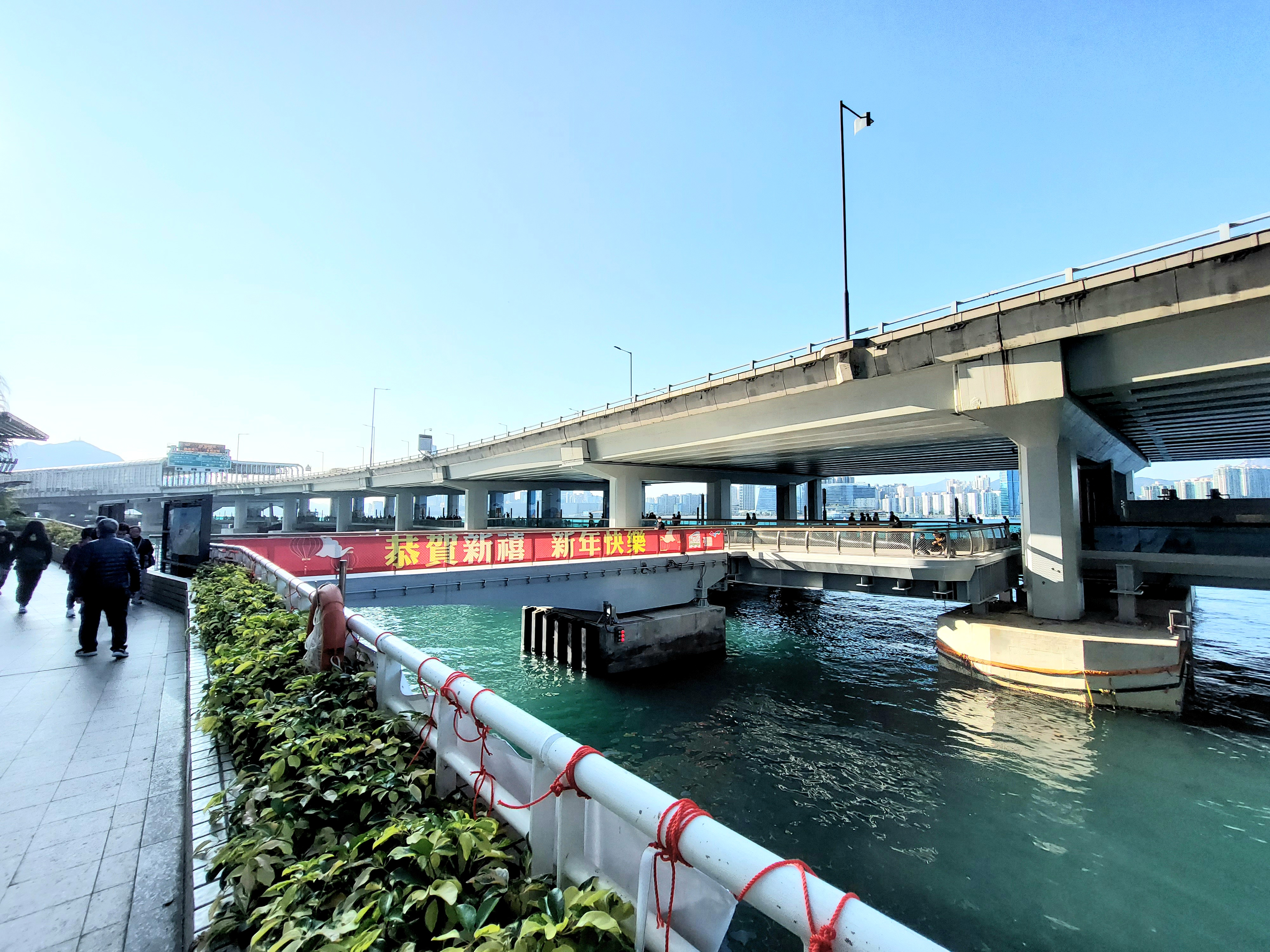
和富中心入口及轉盤橋

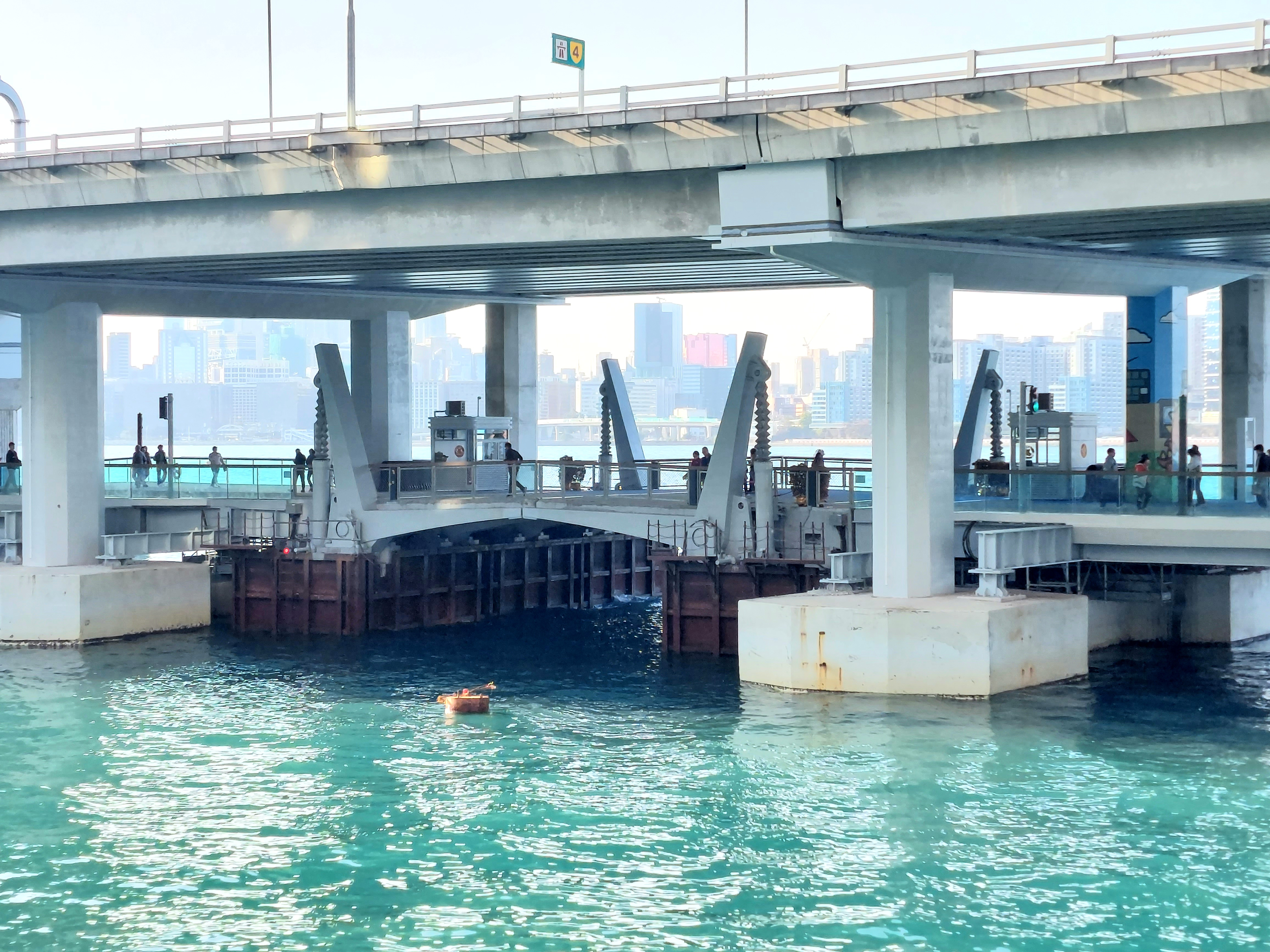
開合橋

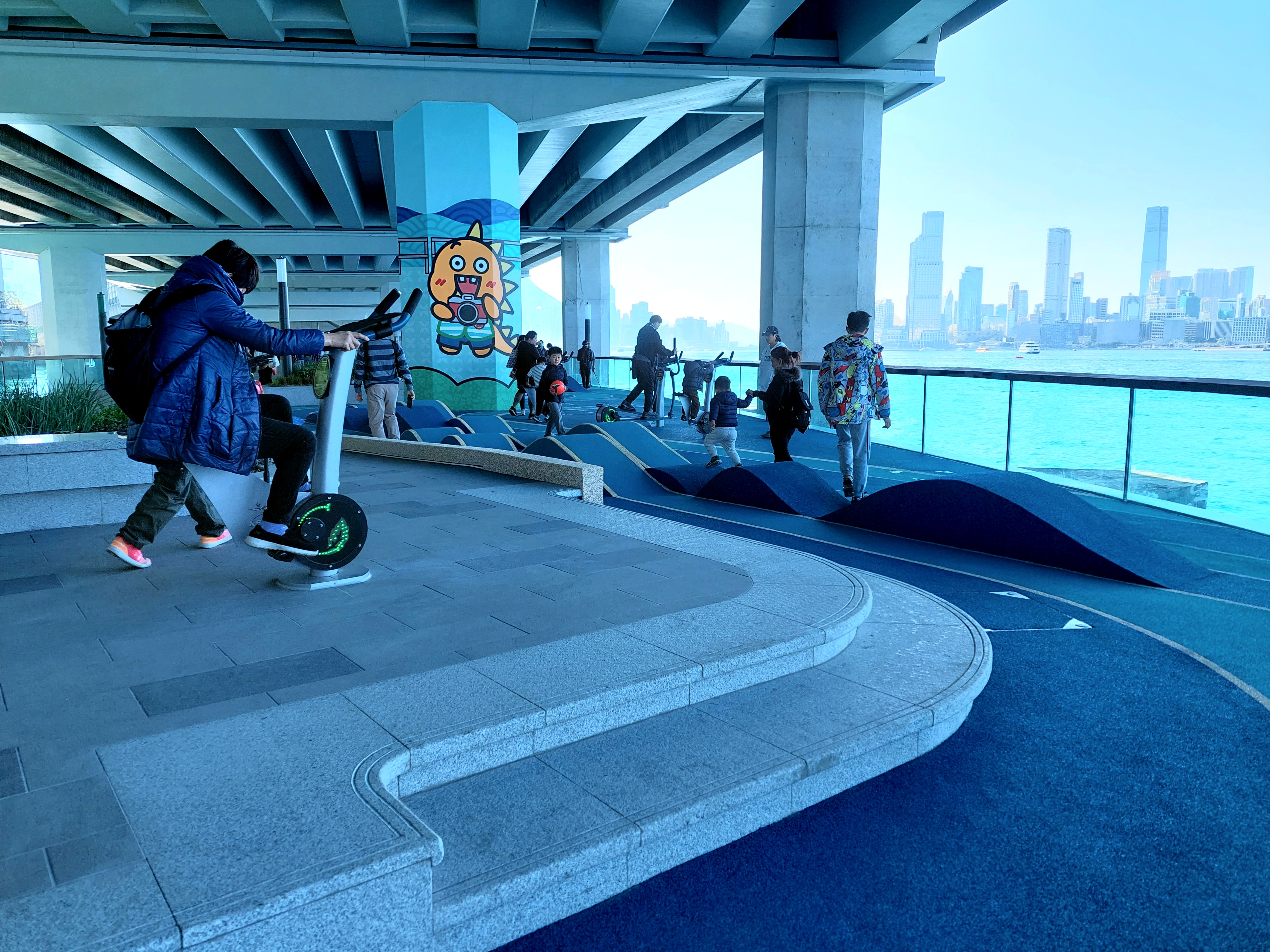
健身單車

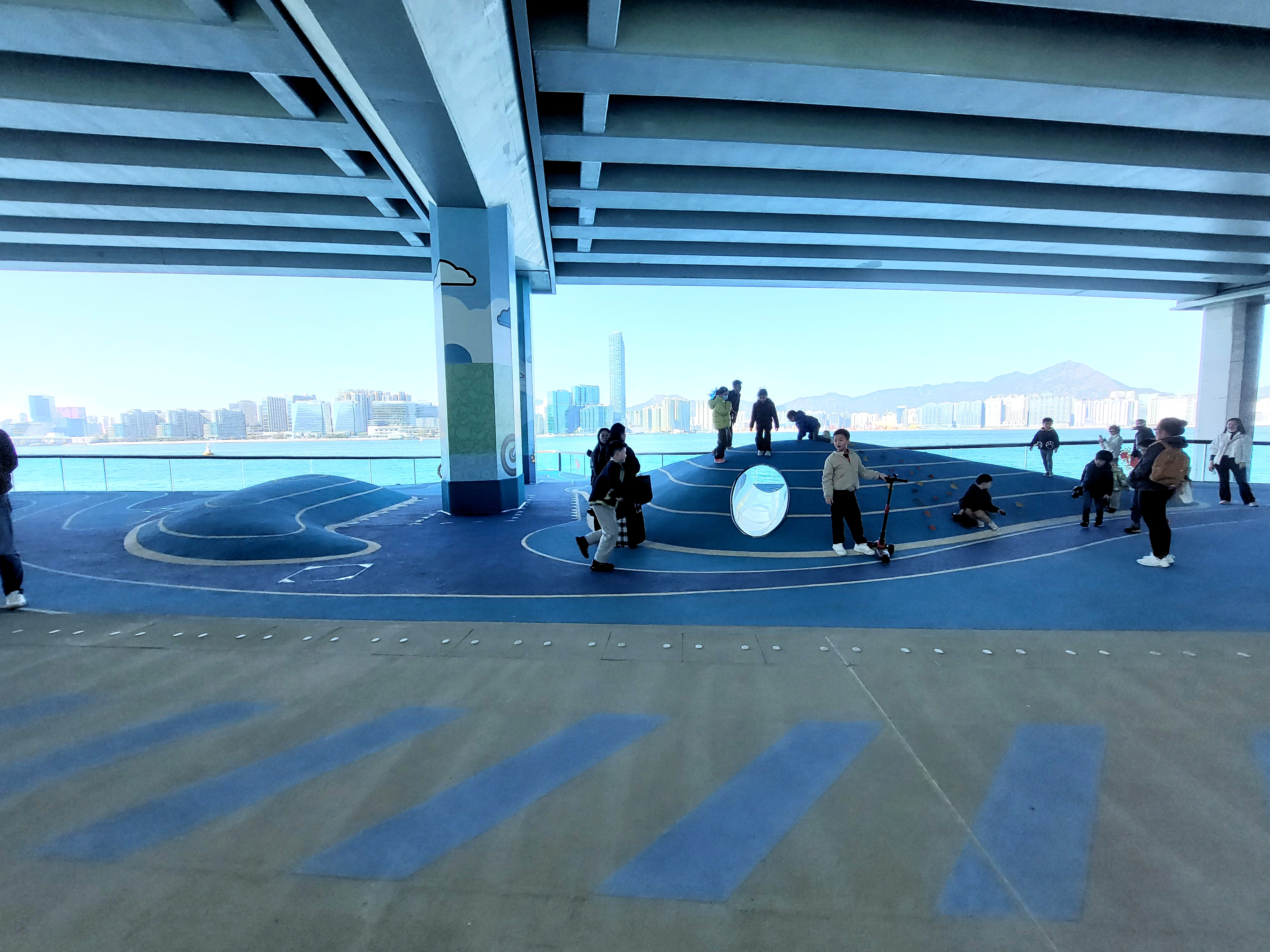
小童攀石斜坡及爬管道

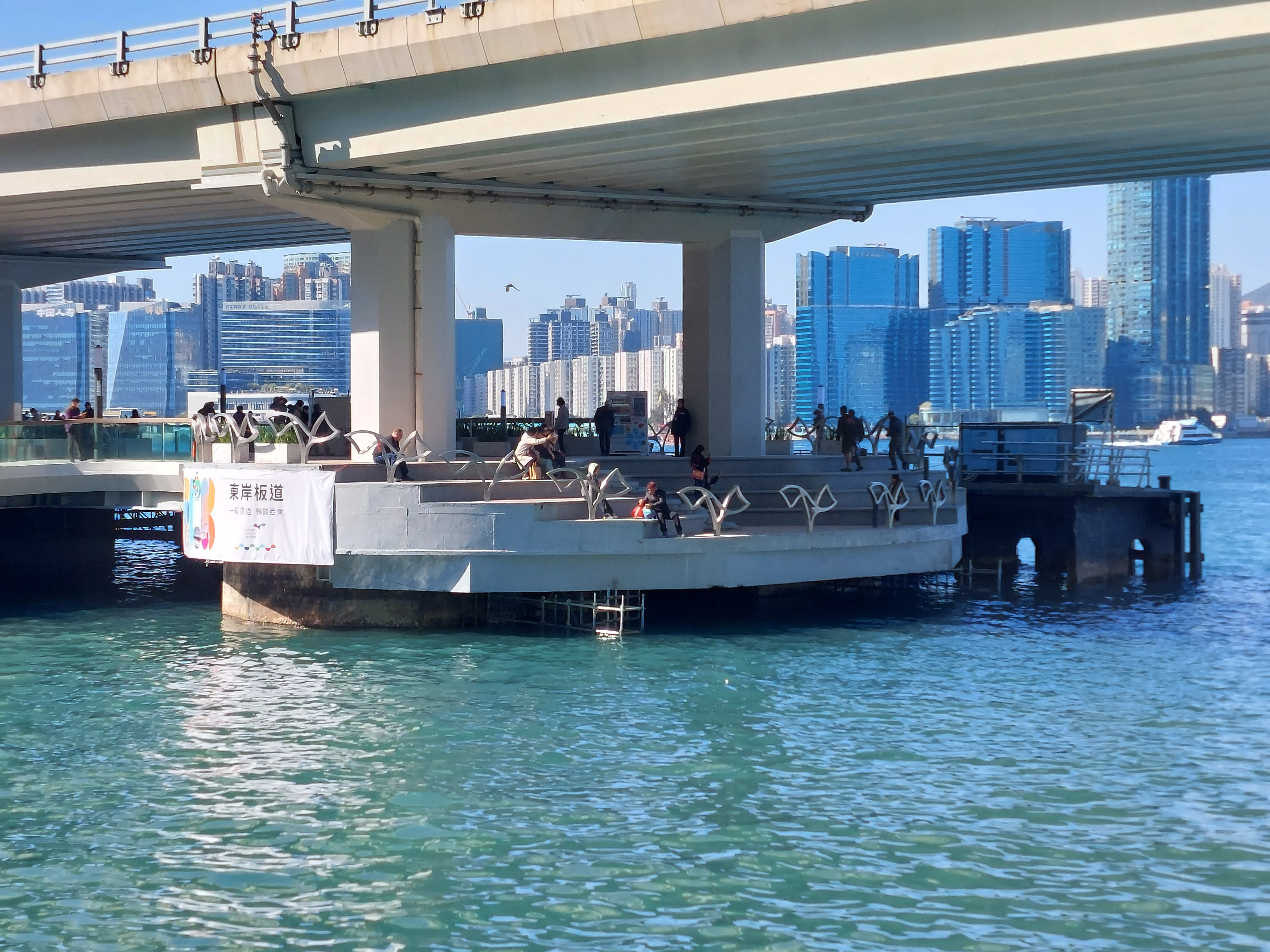
垂釣區不設完整圍欄，衹有一個個鋼框方便架設釣竿

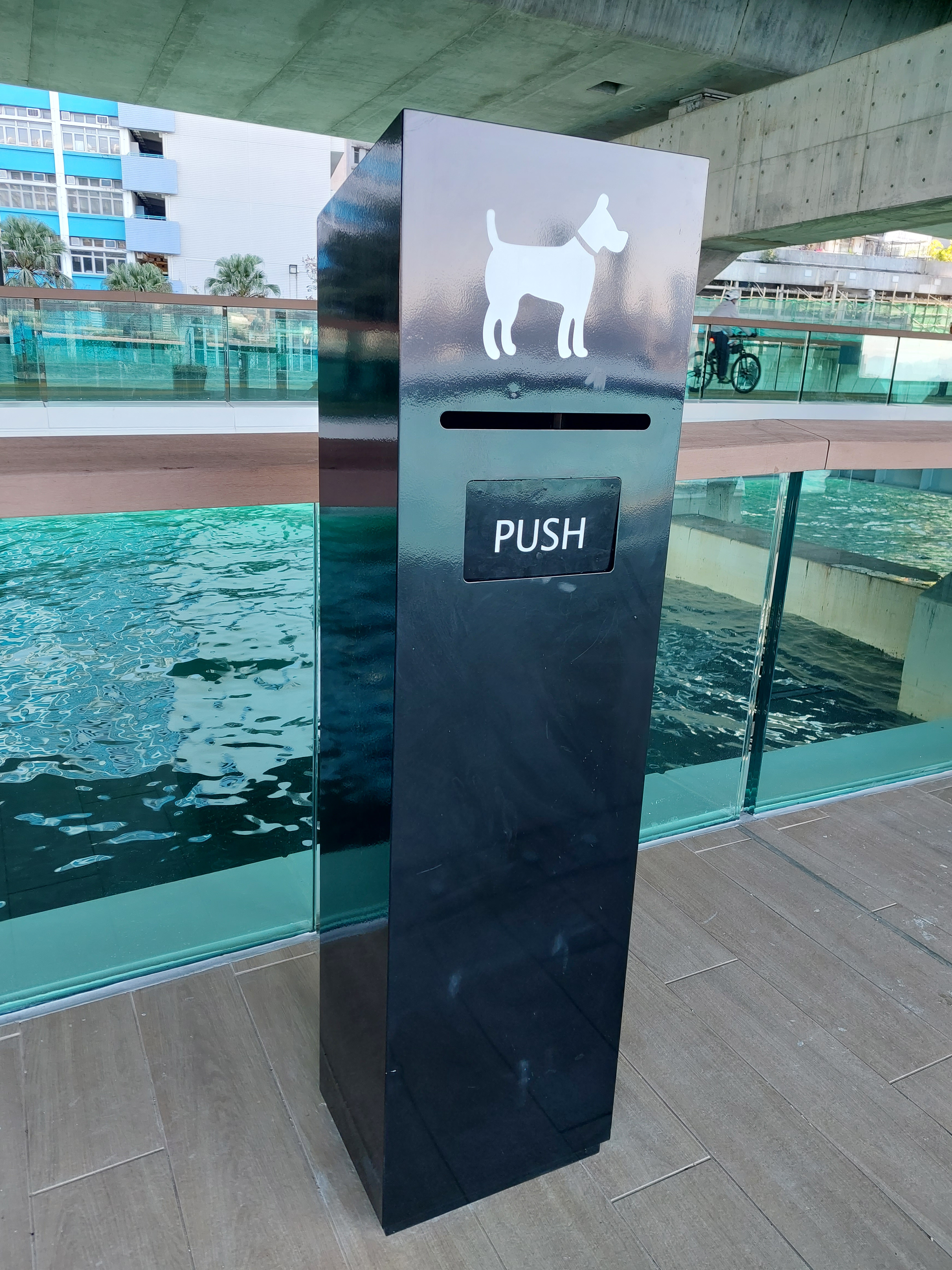
狗糞收集箱

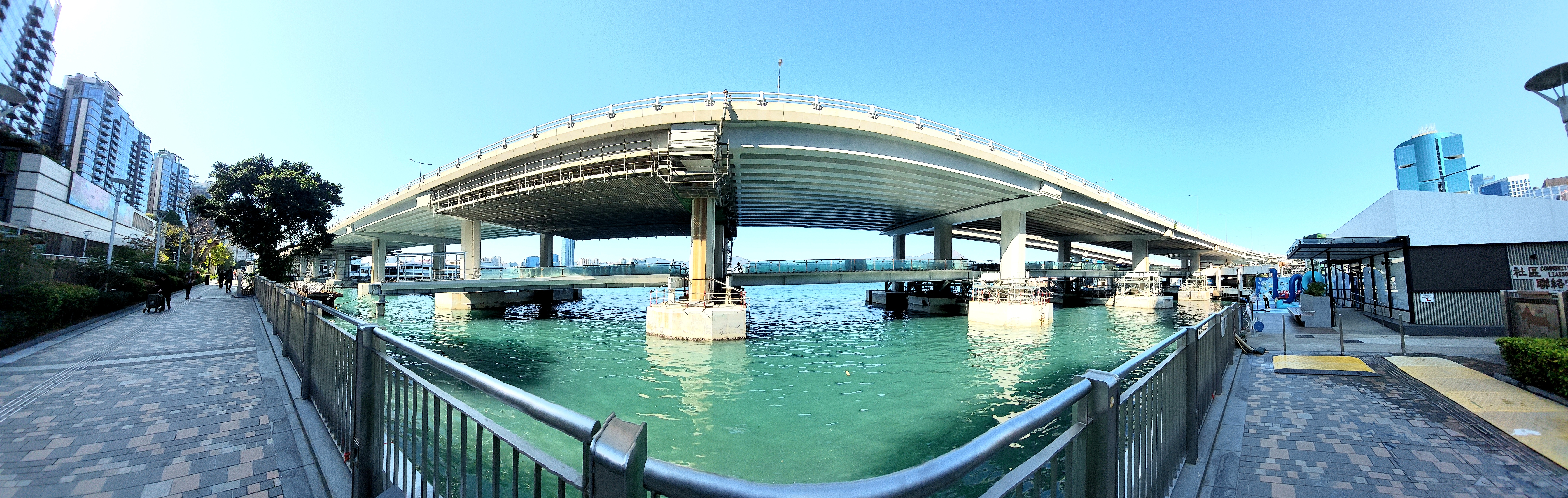
東段近海璇建築中，2025年1月

東段近嘉華國際中心建築中，2025年1月

東岸板道（英語：East Coast Boardwalk），工程名為東區走廊下行人板道（英語：Boardwalk Underneath Island Eastern Corridor），是香港一條位於香港島北岸的板道，由炮台山東岸公園開始，沿東區走廊正下方向東延伸，在糖水道天橋附近上岸並接入北角海濱花園後，再從電照街出海並連接至東區走廊橋下，再向東延伸至鰂魚涌海裕街為止。
東岸板道設有共融通道，歡迎單車進入，不過仍有市民不了解情況。

## 歷史
早於1982年12月，已經有市民就整條東區走廊建成後應如何善用天橋底空間提出意見。
規劃署在2009年展開《港島東海旁研究》，經過多論諮詢，多項優化建議當中包括於油街至海裕街之間的東區走廊橋底興建一條約2公里長的行人板道，以改善北角海濱一帶的連貫性。隨後局方及顧問繼續研究板道走線及設計。
政府於2017年設計時預計需要填海510平方米及興建10米闊板道，但遭到環保團體反對，之後更改設計為只填海200平方米並縮窄板道至7.5米闊，但後來因應居民和單車使用者的強烈意見，最終版設計恢復成10米闊板道。板道預計將設計為共融通道，並興建3條開合橋方便船隻通過，而糖水道附近將設置釣魚平台和階梯式座椅供遊人使用。板道全長約2.2公里，闊10米，耗資約16.82億港元，預計於2025年完工。工程完成後，連同東岸公園的新建部分，由堅尼地城至筲箕灣全長12公里的海濱長廊即可全線貫通。該工程的社區聯絡中心於2023年3月10日啟用。板道以「城市海浪」作為設計理念，並劃分為8個區域，分別為「汐．日光之階」、「淘．童夢之園」、「漁．釣魚平台」、「滙．共融空間」、「渡．寵物花園」、「漮．水空之鏡」、「演．藝創長廊」和「瀚．閒聚樞紐」。2024年12月29日，發展局宣佈西段板道全長約1.1公里的部份暫定於2025年農曆年前開放，包括700米連接東岸公園主題區至北角海濱花園，以及設於修繕後的北角海濱花園。
東岸板道的西段於2025年1月26日落成啟用。東岸板道西段全長約1.1公里，連接東岸公園主題區及北角海濱花園，設遊樂設施、觀景台及釣魚平台等，且注入不少環保元素，例如設置的人力發電單車，讓市民及遊客可以「踩車望海」之餘，還能為手機等智能裝備充電。其中西段設有維多利亞港範圍內首條轉盤橋和開合橋，其開合需時2分鐘。
2025年7月9日，開合橋在保養檢查期間意外合上，導致一名男工人被夾傷胸口及被困住，事後被送往東區醫院治理。

## 外部連結
- 東區走廊下之行人板道 （页面存档备份，存于）
- 東岸板道社區聯絡中心的Instagram帳戶